# N.P. Holbech
Niels Peter Holbech (født 14. september 1804 på skibet Maria Constantia på vej fra Kolkata (tidligere Calcutta) til København, død 11. januar 1889 i Karlshamn, Sverige) var en dansk maler.
Holbech blev født på rejsen fra Ostindien til Danmark, idet faderen, Peter Nielsen Holbech, var skibsfører; moderen hed Marie født Thayssen (død 4. marts 1850). På en senere sørejse med forældrene blev skibet opbragt af englænderne, og han måtte som barn være krigsfange i to år.
Som 15-årig kom han på Kunstakademiet i København og blev 1824 elev af Modelskolen. Til maler havde han uddannet sig først hos Christian August Lorentzen, senere hos Christoffer Wilhelm Eckersberg, men efter faderens ønske havde han også lært håndværket og var blevet malersvend. Den herværende engelske statsafsending A. Forster rev ham imidlertid bort fra hans studier ved i 1824 at tage ham med som privatsekretær, først til England, senere til Italien, hvor Forster var blevet afsending i Turin. 
Ophold i Rom 1830-34
Endelig i 1830 tog Holbech til Rom og begyndte at male igen. Trods en anbefaling af Bertel Thorvaldsen fik han, efter at Akademiet havde set nogle portrætter som prøve, ikke nogen rejseunderstøttelse. I 1834 kom han tilbage til København og fik da tilladelse til at oprette en tegneskole; men han nedlagde den snart efter, da han fik nok at gøre som portrætmaler. 
Der findes to selvportrætter, det ene fra 1834 (Frederiksborgmuseet). Der findes desuden et portræt af N.P. Holbech malet ca. 1830 af Wilhelm Bendz (Fuglsang Kunstmuseum, tidligere Johan Hansens samling) og Nordiska museet i Stockholm.
Han var gift med Caroline Louise Amalie født Gamborg og døde under et ophold i Karlshamn. Han udstillede kun sjældent, mest portrætter i mindre størrelse.
| - Værker af Niels Peter Holbech - Ung kvinde med to børn og gammel kone med en ten, i baggrunden byen Nettuno, 1831 - En pilgrim hviler sig ved en fontæne i Via dell'Arco Scuro i Rom, 1831-34 Thorvaldsens Museum - Bønder fra bjergene, som i julen kommer til Rom for at synge og spille for Madonnabillederne, 1830-34 - Baronesse Juliane Cathrine Wedell-Jarlsberg, 1842 - Ida Marie Bille, 1840'erne - Louise Serine d'Acqueria, 1852 - Frederik Sporon, 1854 - Marie Elisabeth Sporon, 1854 - Hos spåkonen, før 1861 Statens Museum for Kunst - Baron Hans Joost Dahlerup. Mellem 1850 og 1876 - Baronesse Ursula Dahlerup, née Holbech Mellem 1850 og 1889 - Mathilde Bauditz Mellem 1853 og 1889 |